# Los Filosofos (serie)
Los Filósofos es una serie dramática video-biográfica franco-italiana, producida por el instituto Luce y dirigida por el director italiano Roberto Rossellini, una tetralogía de largometraje que narra la vida de los filósofos de la Edad Moderna Sócrates (1971), Pascal (1972), Agustín (1972) y Cartesio (1974), junto con la evolución de sus teorías en una perspectiva filosófica.